# 布萊恩·布朗
布萊恩·尼瑟威·布朗（英語：Bryan Neathway Brown，AM，1947年6月23日—）是一名澳大利亞男演員。出演過較著名的作品為ABC電視短劇《刺鳥》（1983年）、電影《雞尾酒》（1988年）、《屎蛋兩頭燒》（1999年）、《遇上波莉》（2004年）、《澳大利亞》（2008年）和《弒不過三》（2014年）。

## 作品列表
- 《The Love Letters from Teralba Road》（1977）-電影
- 《逆風》（Against the Wind，1978）-電視劇
- 《小鎮就像愛麗絲》（A Town Like Alice，1981）-電視劇
- 《刺鳥》（The Thorn Birds，1983）-電視劇
  - 提名-金球獎最佳男主角：連續短劇與電視電影
  - 提名-黃金時段艾美獎限定系列最佳男配角
- 《賢妻》（The Umbrella Woman，1987）-電影
  - 提名-澳洲電影及電視美藝學院獎最佳主演
- 《雞尾酒》（Cocktail，1988）-電影
- 《心靈的按摩》（Full Body Massage，1995）-電影
- 《海底奇航》（20,000 Leagues Under the Sea，1997）-電視電影
- 《屎蛋兩頭燒》（Two Hands，1999）-電影
  - 澳洲電影及電視美藝學院獎最佳配角演出
- 《灰熊傳說》（Grizzly Falls，1999）-電影
- 《風險》（Risk，2001）-電影
- 《烏魚》（Mullet，2001）-電影
- 《Styx》（2001）-電影
- 《非法交易》（Along Came Polly，2002）-電影
- 《遇上波莉》（Along Came Polly，2004）-電影
- 《迪恩·史班利》（Dean Spanley，2008）-電影
- 《仙人掌》（Cactus，2008）-電影
- 《澳大利亞》（Australia，2008）-電影
- 《美麗的凱特》（Beautiful Kate，2009）-電影
  - 提名-澳洲電影及電視美藝學院獎最佳影片
  - 提名-澳洲電影及電視美藝學院獎最佳男配角
- 《凌波》（Limbo，2010）-電影
  - 提名-挪威阿曼達獎最佳男配角
- 《愛情鳥》（Love Birds，2011）-電影
- 《法庭女王》（The Good Wife，2012）-電視劇
- 《成為更好的人》（Better Man，2013）-電視劇
- 《一個臨時士兵》（An Accidental Soldier，2013）-電視電影
- 《Old School》（2014）-電視劇
- 《弒不過三》（Kill Me Three Times，2014）-電影
- 《雞尾酒與夢》（Cocktails & Dreams，2015）-電視電影
- 《荷魯斯之眼：王者爭霸》（Gods of Egypt，2016）-電影
- 《為妳說的謊》（The Light Between Oceans，2016）-電影
- 《Red Dog: True Blue》(2016) -電影
- 《Australia Day》(2017) -電影
- 《荒漠恩仇錄》(Sweet Country, 2018) -電影
- 《比得兔》(Peter Rabbit, 2018) -電影
- 《棕櫚灘》(Palm Beach, 2019) -電影
- 《愛愛愛上你》(Anyone But You, 2023) -電影

## 外部連結
- 布萊恩·布朗在互联网电影资料库（IMDb）上的資料（英文）
- Bryan Brown — Australian Film Commission
- Bryan Brown at the National Film and Sound Archive[永久]
- Bryan Brown's Official Website — New Town Films （页面存档备份，存于）
- Bryan Brown在Enjoy Movie上的電影作品列表 （页面存档备份，存于）